# 5192 Yabuki
Az 5192 Yabuki (ideiglenes jelöléssel 1991 CC) a Naprendszer kisbolygóövében található aszteroida. Fudzsii Tecuja és Vatanabe Kazuró fedezte fel 1991. február 4-én.